# Białogard
Białogard é um município da Polônia, na voivodia da Pomerânia Ocidental e no condado de Białogard. Estende-se por uma área de 25,73 km², com 24 368 habitantes, segundo os censos de 2017, com uma densidade de 947,1 hab/km².